# سيه-دونج-هونج-بيه
سيه دونج هونج بيه (بالفرنسية: Seh-Dong-Hong-Beh) (وتعني، «الله يتكلم بالحق») هي قائدة لمقاتلي داهومي الأمازونيين. قادت دونج هونج جيشًا نسائيًا مكونًا من 6000 محارب في عام 1851 ضد قلعة إجبا في أبيوكوتا، للحصول على عبيد من شعب الإغبا من أجل تجارة الرقيق في داهومي.
عمرها وتاريخ وفاتها غير معروفين، قد تكون في سن المراهقة المتأخرة، أو أوائل العشرينات أو الثلاثينات من عمرها عندما ذُكرت في إحدى الصور الأمازونية كرائدة للأمازيغ. يمكن إدراج مقاتلي الأمازيغ حتى ولو كُنّ فتيات صغيرات في سن 8 أو 10 سنين ضمن المحاربين، ولكن يمكن أن يُقتلن في سن مبكرة في أي معركة سيقاتلن فيها. يوجد افتراض غير حاسم أنها يمكن أن تكون قد وُلدت في وقت ما بين 1815 و 1835، على افتراض أن عمرها كان بيتراوح بين أواخر سن المراهقة وأوائل الثلاثينيات في عام 1850. لم يذكر الجيش الفرنسي هونج دونج خلال حروب داهومي الفرنسية، لذلك قد يكون من الممكن أنها توفيت في معركة أو تقاعد في أي وقت بين 1851 و1874 أثناء المناوشات الأولى مع الجيش الفرنسي أو بحلول عام 1889 أثناءالحرب الفرنسية الأولى.
رُسمت صورة لهونج دونج ودُوّن عليها اسمها. رُسمت الصورة باليد حيث تظهرهونج دونج جزئياً بزيها مسلحة بسلاح ورأس أسير مقطوع الرأس، في كتاب «داهومي وداهومان» عام 1851 على يد فريدريك إدوين فوربس، قائد البحرية البريطانية وعضو الجمعية الجغرافية الملكية. وباعتبارها مؤيدةً لإلغاء عقوبة الإعدام، فقد سافرت هونج دونج إلى مملكة داهومي في عام 1849-50 في مهمة لإقناع الملك جيزو بوقف تجارة الرقيق الأفارقة. وصف جيشها داهومي الإناث بالتفصيل، وعلق على أسلوب حياتهم وسلوكهم وتدرج في وصفه السلبي وملاحظاته على حروب داهومي من أجل تجارة الرقيق.
لم يكن إدون فوربس الضابط البحري الوحيد الذي كان يحاول إنهاء تجارة الرقيق في غرب أفريقيا وذكر جيش داهومي النسائي.
اقتُبس من أحد الكتب عن قائد قومها وزوجها الرسمي، الملك داهومي جوزو، بين 1850-1852:
من أجل إنهاء التعامل مع الرقيق، ذهبت البحرية البريطانية للبحث عن التجار النهائيين وقدمت لهم مبالغ كبيرة من المال مقابل وعود ثابتة بالتخلي عن أعمالهم المُربحة. كان لجوزو، ملك داهومي، جيشًا من 3000 امرأة، تزوج منه، بعد أن باع كل الرجال كعبيد.